# Hermann von Kameke (General, 1822)
Hermann Wilhelm Gottfried von Kameke (* 7. Juni 1822 in Neustettin; † 27. April 1900 in Erfurt) war ein preußischer Generalmajor.

## Leben

### Herkunft
Hermann war ein Sohn des preußischen Majors Wilhelm von Kameke (1788–1868) und dessen Ehefrau Susanne, geborene Boie (1801–1854). Sein Großvater war der Generalleutnant Karl von Kameke (1763–1842).

### Militärkarriere
Kameke besuchte die Kadettenhäuser in Kulm und Berlin. Anschließend wurde er am 8. August 1839 als Sekondeleutnant dem 5. Infanterie-Regiment der Preußischen Armee überwiesen. Ab Oktober 1844 absolvierte er zur weiteren Ausbildung für drei Jahre die Allgemeine Kriegsschule und war von 1848 bis 1851 Adjutant des I. Bataillons. Am 11. Mai 1852 zum Premierleutnant befördert, war Kameke 1853 für zwei Jahre zum Topographischen Büro kommandiert und stieg Mitte Oktober 1854 zum Hauptmann auf. 1855 erfolgte seine Kommandierung nach Preußisch Stargard als Kompanieführer im III. Bataillon des 21. Landwehr-Regiments. Am 12. April 1859 kehrte Kameke mit der Ernennung zum Kompaniechef in sein Stammregiment zurück. Daran schloss sich am 8. Mai 1860 seine Kommandierung als Kompanieführer beim 5. kombinierten Infanterie-Regiment an, aus dem Anfang Juli 1860 das 8. Ostpreußische Infanterie-Regiment Nr. 45 hervorging. Kameke erhielt das Kommando über die 5. Kompanie in Marienburg, rückte unter Beförderung zum Major am 13. August 1864 in den Regimentsstab auf und wurde am 5. Mai 1866 zum Kommandeur des II. Bataillons in Graudenz ernannt. In dieser Eigenschaft nahm er 1866 während des Krieges gegen Österreich an den Kämpfen bei Trautenau, Königgrätz sowie Tobitschau teil und wurde mit dem Roten Adlerorden IV. Klasse mit Schwertern ausgezeichnet.
Nach dem Krieg wurde Kameke am 30. Oktober 1866 als Kommandeur des II. Bataillons in das Infanterie-Regiment Nr. 74 nach Köln versetzt und am 22. März 1868 zum Oberstleutnant befördert. Bei der Mobilmachung anlässlich des Krieges gegen Frankreich war er bis Anfang August 1870 kurzzeitig Kommandeur des Landwehr-Besatzungs-Regiments in Köln. Anschließend kehrte er zu seinem Regiment zurück, nahm an der Schlacht bei Gravelotte, den Belagerungen von Metz, Montmédy und Mezieres sowie den Gefechten bei Bois de Vaux, Montoy, Chauvancy und dem Handstreich auf Rocroy teil.
Am 18. Januar 1871, dem Tag der Kaiserproklamation, wurde Kemeke zum Oberst befördert und ausgezeichnet mit beiden Klassen des Eisernen Kreuzes nach dem Friedensschluss am 20. Juni 1871 zum Regimentskommenduer ernannt. Vom 28. August bis zum 21. September 1871 war er mit der Führung der 38. Infanterie-Brigade beauftragt. Unter Stellung à la suite seines Regiments erfolgte am 2. November 1871 seine Ernennung zum Kommandanten von Diedenhofen. Mit der Verleihung des Charakters als Generalmajor wurde Kameke am 12. November 1874 mit Pension zur Disposition gestellt und im Januar 1896 anlässlich des Ordensfesters mit dem Kronen-Orden II. Klasse ausgezeichnet. Er starb am 27. April 1900 in Erfurt.
General der Kavallerie von Manteuffel schrieb 1871 in seiner Beurteilung: Ich bemerke, daß Oberst von Kameke mir während des Jurafeldzuges von seinen Vorgesetzten wiederholt als ein braver und tüchtiger Soldat und Regimentskommandeur bezeichnet worden ist und zum Eisernen Kreuz I. vorgeschlagen wurde, das er auch erhielt.

### Familie
Kameke heiratete am 29. November 1855 in Danzig Mathilde Boie (1835–1910). Aus der Ehe gingen die Kinder Anna (*/† 1857), Pauline (* 1858), Susanne (* 1859), Wilhelm (*/† 1862), Hermann (*/† 1864), Margarethe (* 1866) und Ursula (* 1872) sowie der spätere preußische Hauptmann Eberhard (* 1865) hervor.